# Indohya lynbeazlyeae
Espèce
Indohya lynbeazlyeae est une espèce de pseudoscorpions de la famille des Hyidae.

## Distribution
Cette espèce est endémique du Pilbara en Australie-Occidentale. Elle se rencontre à 200 kilomètres à l'Est de Port Hedland vers Callawa Ridge.

## Description
Le mâle holotype mesure 2,26 mm et la femelle paratype 2,62 mm.

## Systématique et taxinomie
Cette espèce a été décrite par Harvey et Burger en 2023.

## Étymologie
Cette espèce est nommée en l'honneur de Lynda Dent Beazley. 

## Publication originale
- Harvey, Burger, Abrams, Finston, Huey & Perina, 2023 : « The systematics of the pseudoscorpion genus Indohya (Pseudoscorpiones: Hyidae) in Australia. » Zootaxa, no 5342(1), p. 1-119.